# Gare de Saint-Étienne-La Terrasse
Pour les articles homonymes, voir Gare de Saint-Étienne.
La gare de Saint-Étienne-La Terrasse est une gare ferroviaire française de la ligne de Moret - Veneux-les-Sablons à Lyon-Perrache. Elle est située Saint-Étienne dans le (département de la Loire).

## Situation ferroviaire
Établie à 481 m d'altitude, la gare de Saint-Étienne-La Terrasse est située au point kilométrique (PK) 489,321 de la ligne de Moret - Veneux-les-Sablons à Lyon-Perrache, entre les gares ouverte de La Fouillouse (s'intercale la gare fermée de Villars) et de Saint-Étienne-Châteaucreux.

## Histoire

### Gare des Mottetières
Elle est nommée « station des Mottetières » lorsqu'elle est édifiée en 1827 par Louis-Antoine Beaunier sur la ligne de Saint-Étienne à Andrézieux, première ligne de chemins de fer d’Europe continentale qui reliait Pont-de-l’Ane (Saint-Étienne) à Andrézieux.

### Gare de Saint-Étienne-La Terrasse
Une deuxième gare vit le jour un kilomètre plus loin en 1888 grâce à la délibération du Conseil municipal de Saint-Étienne.

## Fréquentation
De 2015 à 2023, selon les estimations de la SNCF, la fréquentation annuelle de la gare s'élève aux nombres indiqués dans le tableau ci-dessous.
| Année                      | 2015    | 2016    | 2017    | 2018    | 2019    | 2020   | 2021    | 2022    | 2023    |
| -------------------------- | ------- | ------- | ------- | ------- | ------- | ------ | ------- | ------- | ------- |
| Voyageurs                  | 132 894 | 108 047 | 109 293 | 92 732  | 107 576 | 71 454 | 89 370  | 111 779 | 115 984 |
| Voyageurs et non voyageurs | 166 118 | 135 059 | 136 617 | 115 915 | 134 471 | 89 318 | 111 712 | 139 724 | 115 984 |

## Service des voyageurs

### Desserte
La gare est desservie par les trains TER Auvergne-Rhône-Alpes de Saint-Étienne-Châteaucreux vers Roanne et Montbrison.

Installations et desserte
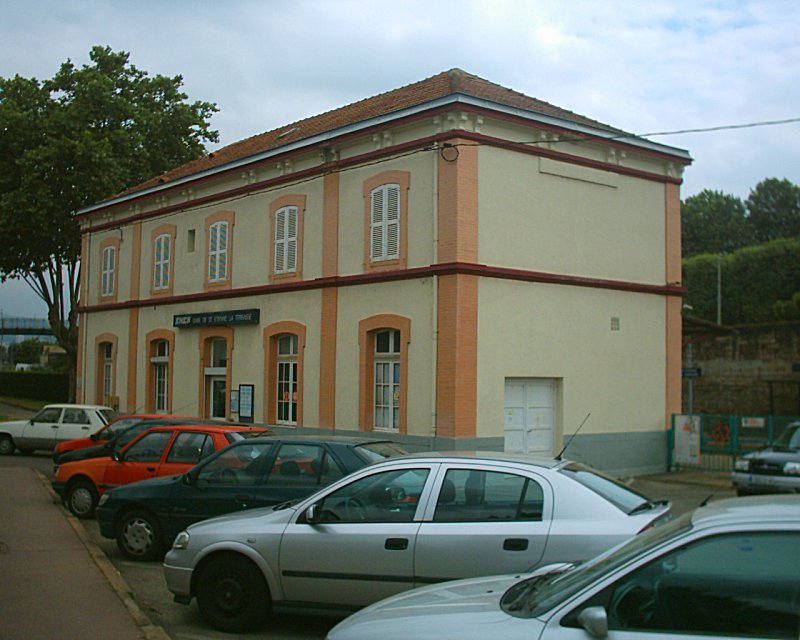
Le bâtiment voyageurs en 2006.
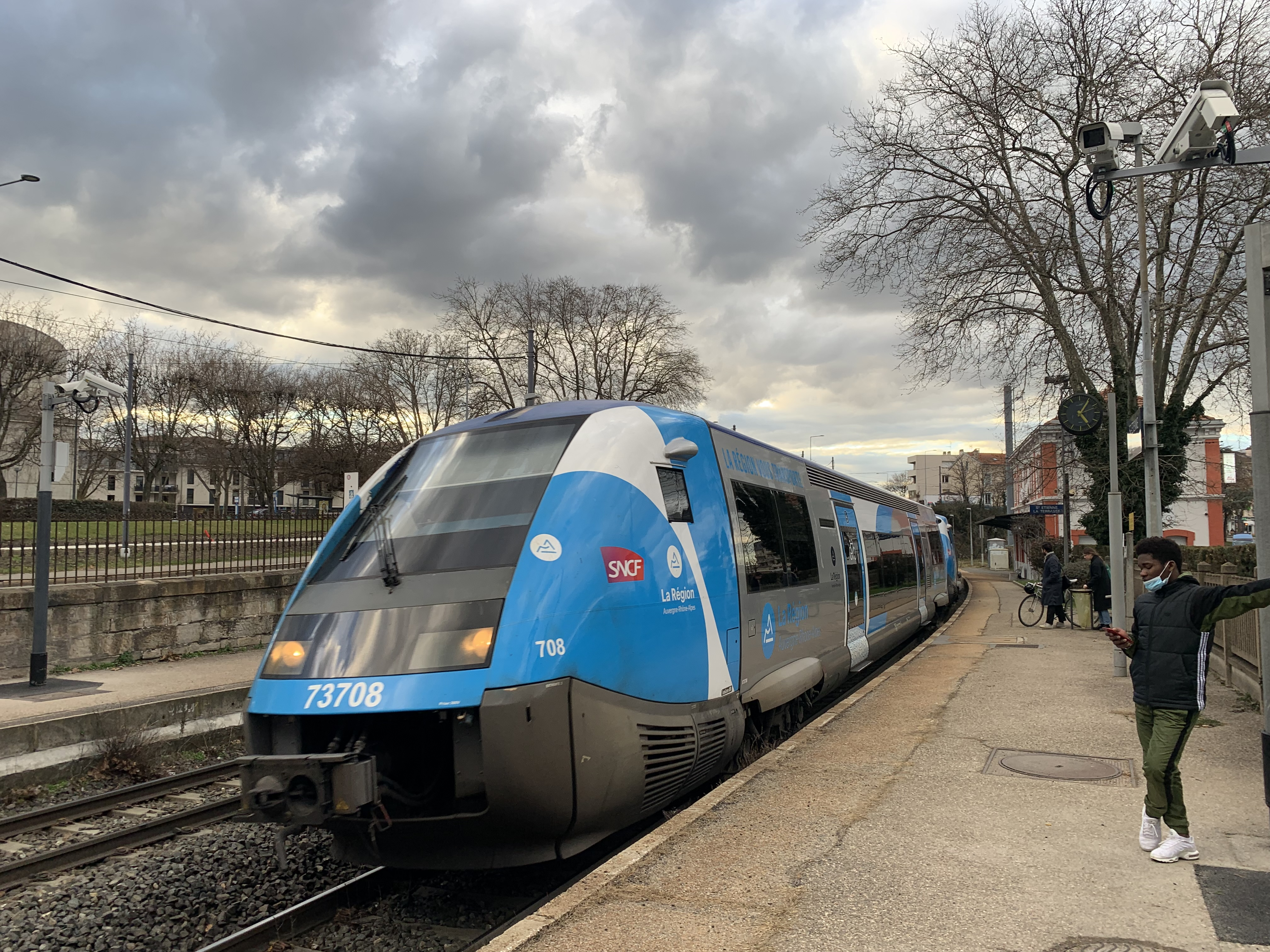
Une UM-3 de X 73500 en provenance de Roanne.
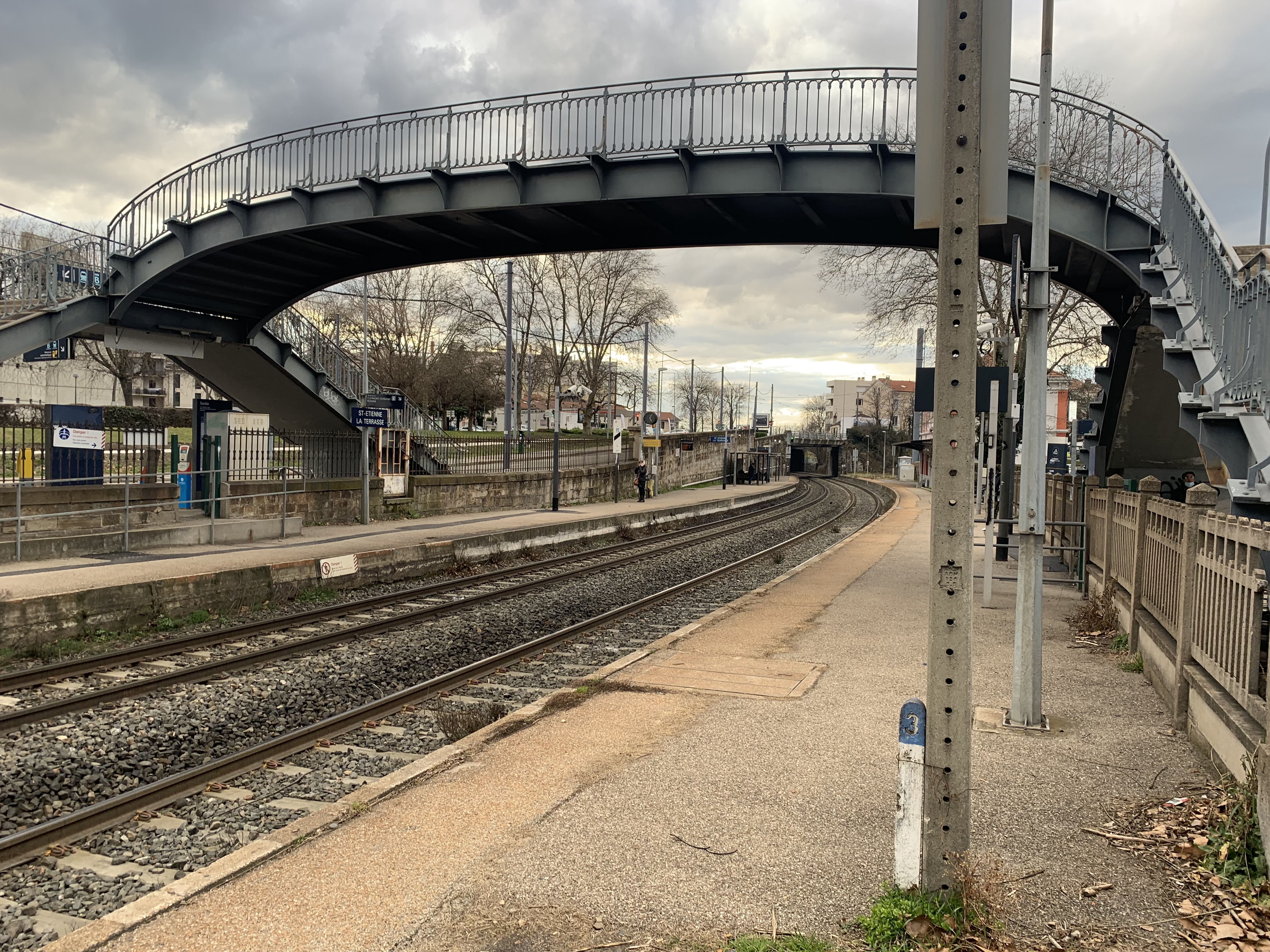
Vue sur les voies.

### Intermodalité
La gare est desservie par les lignes T1 et T3 du tramway de Saint-Étienne, par les lignes 8, 17, 25, 27, C1 en journée et N1 la nuit des autobus de Saint-Étienne et par les lignes L11 et L13 des Cars Région Loire.